# El plan del diablo
El plan del diablo (en coreano: 데블스 플랜) es un programa surcoreano de telerrealidad. La primera temporada se estrenó el 26 de septiembre de 2023 en Netflix. Es una competencia de inteligencia en la que 12 concursantes se enfrentan en juegos de ingenio y estrategia para ganar el gran premio de hasta 500 millones de wones (aproximadamente 365 000 $USD).

## Formato
Se seleccionan doce celebridades para competir cara a cara en la competición. El primer día, cada uno recibe una pieza (en América) o fragmento (en España). Las piezas o fragmentos son la moneda del juego y se utilizan para comprar beneficios y ventajas especiales durante las partidas. También se pueden regalar o intercambiar con otros concursantes como agradecimiento, estrategia para forjar treguas o influir en sus decisiones.
Hay dos tipos de juegos en El plan del diablo. 
El objetivo del juego principal consiste en ganar piezas. Según el desempeño de los jugadores, se les otorgan o restan. Los concursantes que se queden sin fragmentos son eliminados del programa, tendrán que hacer las maletas y abandonar la casa inmediatamente. Los dos concursantes con el menor número de fragmentos restantes van a prisión y no podrán participar en el juego secundario. De haber un empate entre jugadores con el menor número de fragmentos, los jugadores con más piezas deciden quienes van a la cárcel.
El juego secundario tiene como objetivo sumar dinero al gran premio final que puede alcanzar los 500 millones de wones, dependiendo de cuánto acumulen durante los juegos. Los juegos requieren que se trabaje en equipo, a diferencia del juego principal que es más independiente.

## Concursantes
La mayoría de los concursantes son cantantes, actores y miembros de la industria del espectáculo.
| Nombre                        | Edad | Ocupación                                                |
| ----------------------------- | ---- | -------------------------------------------------------- |
| Kwak Joon-bin (곽준빈)        | 31   | Youtuber de viajes                                       |
| ORBIT (재혁)                  | 41   | Exasesor político de la presidencia de Corea del Sur     |
| Guillaume Patry (기욤 패트리) | 41   | Jugador de e-sports profesional                          |
| Kim Dong-jae (김동재)         | 25   | Estudiante universitario y jugador de póquer profesional |
| Park Kyung-lim (박경림)       | 44   | Cómica                                                   |
| Seo Dong-joo (서동주)         | 40   | Abogada que ejerce en EE. UU.                            |
| Seo Yoo-min (서유민)          | 31   | Cirujana ortopédica estadounidense                       |
| Boo Seung-kwan (부승관)       | 25   | Cantante                                                 |
| Lee Si-won (이시원)           | 36   | Actriz                                                   |
| Lee Hye-sung (이혜성)         | 30   | Presentadora de televisión                               |
| Cheo Yeon-woo (조연우)        | 34   | Jugadora profesional de go                               |
| Ha Seok-jin (하석진)          | 41   | Actor                                                    |

## Episodios
| Ep. | Título        | Fecha de emisión original |
| --- | ------------- | ------------------------- |
| 1   | "Episodio 1"  | 26-09-2023                |
| 2   | "Episodio 2"  | 26-09-2023                |
| 3   | "Episodio 3"  | 26-09-2023                |
| 4   | "Episodio 4"  | 26-09-2023                |
| 5   | "Episodio 5"  | 3-10-2023                 |
| 6   | "Episodio 6"  | 3-10-2023                 |
| 7   | "Episodio 7"  | 3-10-2023                 |
| 8   | "Episodio 8"  | 3-10-2023                 |
| 9   | "Episodio 9"  | 3-10-2023                 |
| 10  | "Episodio 10" | 10-10-2023                |
| 11  | "Episodio 11" | 10-10-2023                |
| 12  | "Episodio 12" | 10-10-2023                |

## Eliminaciones y encarcelamientos
|                               | Día 1       | Día 2       | Día 3       | Día 4       | Día 5       | Día 6     | Día 7     |           |
| ----------------------------- | ----------- | ----------- | ----------- | ----------- | ----------- | --------- | --------- | --------- |
| Ha Seok-jin (하석진)          |             |             |             |             | Encarcelado |           |           |           |
| ORBIT (재혁)                  |             |             |             |             |             |           |           |           |
| Kwak Joon-bin (곽준빈)        |             |             | Encarcelado |             |             | Eliminado | Eliminado |           |
| Seo Dong-joo (서동주)         |             |             |             |             |             | Eliminado | Eliminado |           |
| Park Kyung-lim (박경림)       | Encarcelada |             |             |             |             | Eliminada | Eliminada |           |
| Seo Yoo-min (서유민)          | Encarcelada |             |             |             |             | Eliminada | Eliminada |           |
| Boo Seung-kwan (부승관)       |             | Encarcelado |             | Encarcelado | . Ganador   | Eliminado | Eliminado |           |
| Lee Si-Won (이시원)           |             |             |             | Encarcelada | Encarcelada | Eliminada | Eliminada | Eliminada |
| Cheo Yeon-woo (조연우)        |             | Encarcelada | Encarcelada |             | Eliminada   | Eliminada | Eliminada |           |
| Kim Dong-jae (김동재)         |             |             | Eliminado   | Eliminado   | Eliminado   | Eliminado | Eliminado |           |
| Lee Hye-sung (이혜성)         |             |             | Eliminada   | Eliminada   | Eliminada   | Eliminada | Eliminada |           |
| Guillaume Patry (기욤 패트리) |             | Eliminado   | Eliminado   | Eliminado   | Eliminado   | Eliminado | Eliminado |           |